# 灯油

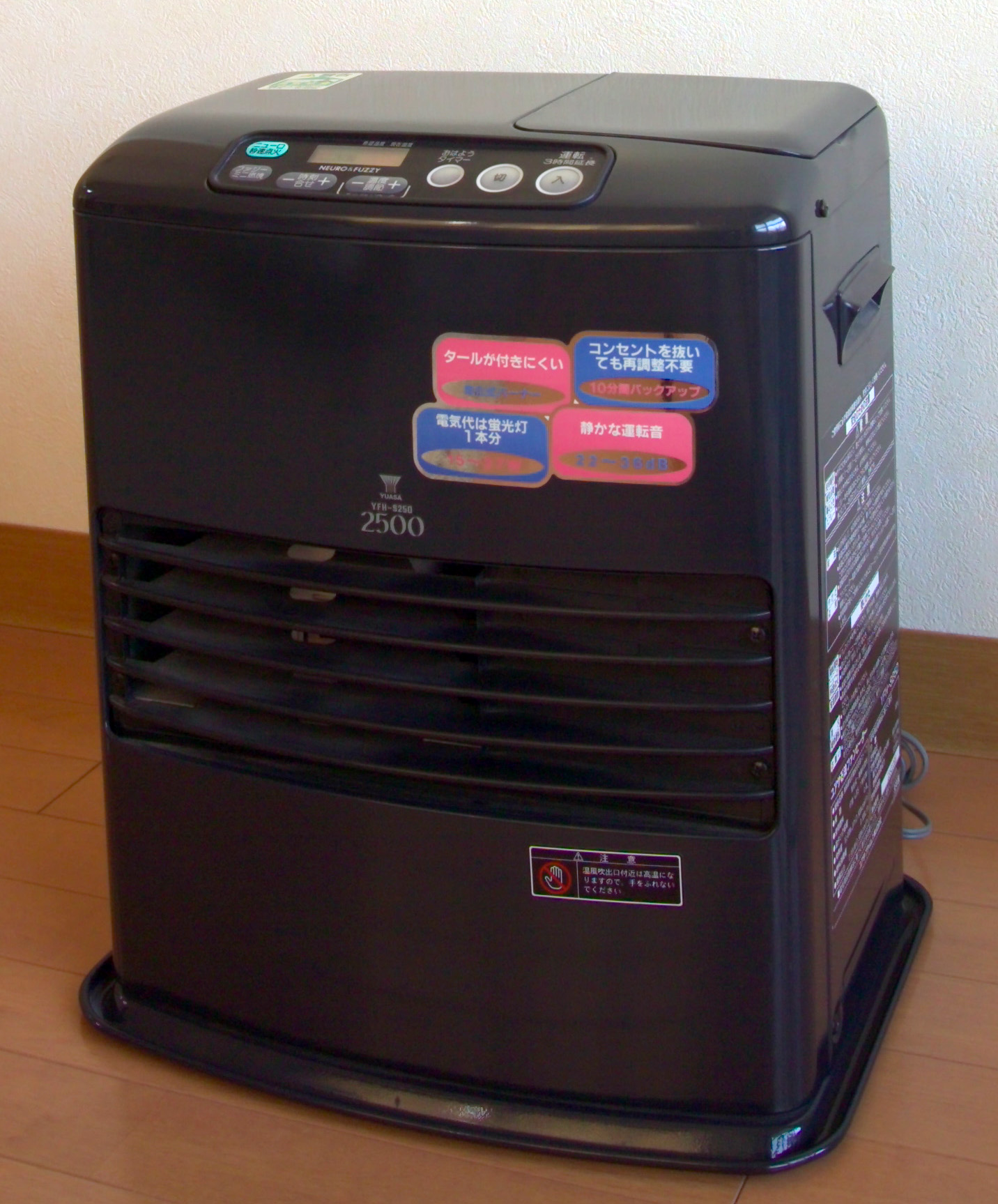
石油ファンヒーター（日本製）

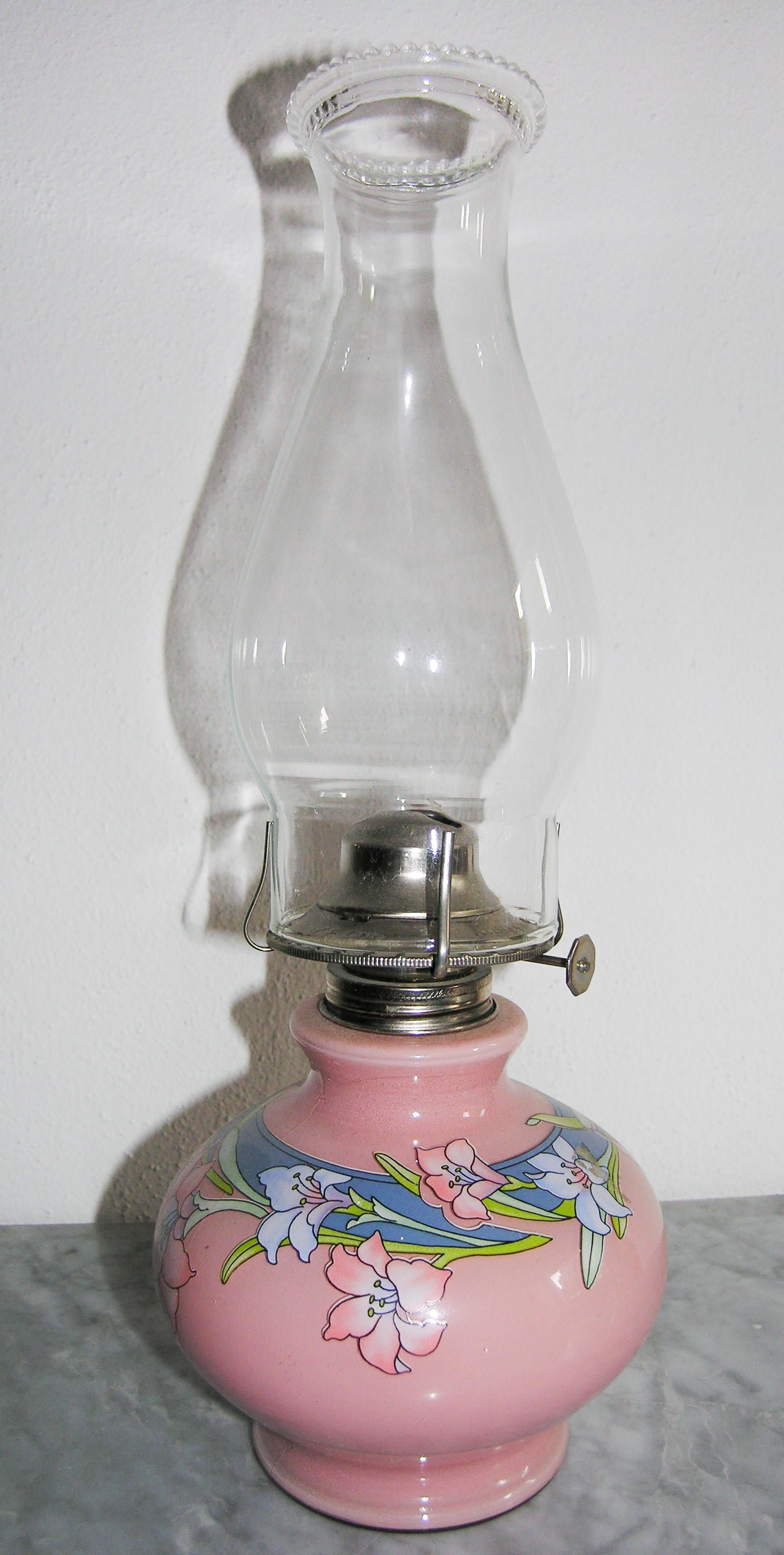
灯油ランプ（スイス製）

灯油（燈油、とうゆ）は、灯火用の液体燃料の総称。また、石油製品の一種。
灯油とは、元来はランプなど照明器具のための油の総称をいう。灯火用の液体燃料としては古来より胡麻油や鯨油が用いられ、この意味では「灯油（ともしびあぶら）」とも読む。
やがて、従来の灯火用燃料の代替品として石油を精製した燃料が用いられるようになった。灯油は石油の分留成分の一つであるケロシンを暖房やランプなどの日用品における燃料として利用するために調整した製品である。「ケロシン」そのものを「灯油」と呼ぶことがあるが、ここでは主に石油製品としての灯油について述べる。

## 灯火用燃料の変遷
灯火用には、古来よりろうそくのほか、胡麻油や鯨油などが用いられた。
日本で古来、神事等に使用されてきた灯油（ともしびあぶら）としては、魚油、榛油、椿油、胡麻油等が使用されてきたが、9世紀後半に離宮八幡宮の宮司が荏胡麻（エゴマ）の搾油機を考案してからは荏胡麻油がその主流となった（cf. 大山崎油座）。17世紀以降は荏胡麻油に替わって菜種油や綿実油が灯油として主に用いられるようになった。
一方で、庶民が用いる灯油の主流は、永らく魚油であった。日本の民間伝承には、油赤子、油すまし、油坊、化け猫、等々、灯油にまつわるものが数多くあるが、特に化け猫がそうであるように、油を舐めようとする逸話が多く見られる背景には、行灯用の灯油として安価な鰯油などの魚油が用いられていた事実がある（背景として、当時のイエネコの餌は飼い主の残飯であったため、恒常的に脂肪、とりわけ動物性脂肪の摂取に飢えており、行灯の油を舐める行動がしばしば実際に見られたということもある）。
アメリカ合衆国では、1855年、ネイティブアメリカンが薬用にしていた黒色の油を精製したところ、鯨油よりも照明に適していることが分かり、油田開発がスタートした。
原油が資源として重視されるようになったきっかけが、これである。また1858年にはルノアール・エンジンも発明され、需要が伸びるにつれ原油採掘の必要性が高まり、アメリカ合衆国のドレーク（en:Edwin Drake）は、ペンシルベニア州に初の油井を建造し、1859年8月には原油の採取に成功した。
日米貿易は、1854年の日米和親条約に始まるが、1879年には、アメリカ人で商船J. A.トムソンの船長チャールズ・ロジャースが、知人に頼まれ日本の物産を購入する際に、新たな市場としての日本へ貨物として、このときは精製した石油を届けている。

## 石油製品としての灯油

### 概要
灯油（ケロシン）は、原油の常圧蒸留およびその後の精製によって得られる製品である。無色透明で特有の臭気を放つ液体で、炭素数9から15の炭化水素を主成分とする。灯油の引火点は37 – 65 ℃の間であり、その自然発火温度は220 ℃であるため、引火点以下なら火花が入っても燃焼しない。燃焼熱量は軽油に似ていて、低位発熱量は43.5 MJ/kg（34.6 
MJ/L）で高位発熱量は46.5 MJ/kg（36.9 
MJ/L）である。ただし、引火点以下の状態にあっても霧状の粒子となって空気中に浮遊することがあり、このときはガソリンと同等の引火性を持つ。また、人体への影響としては皮膚炎や結膜炎を引き起こすことがある。
取り扱いが容易であるため、家庭用の暖房機器や給湯器、燃料電池・自家発電用の燃料に使われる。また工業用、産業用途として洗浄あるいは溶剤にも用いられる。
生活必需品の一つであり、石油製品の中でもガソリンと並んで、価格動向に注意が払われる製品の一つである。

### 規格

#### ISO
国際規格としては石油関連について定めるISO/TC28（Petroleum products and related products of synthetic or biological origin）がある。

#### JIS
灯油（ケロシン）の品質は、日本産業規格（JIS K 2203）で規定されている。
- 1号灯油
一般に利用されるものは、精製度が高く不純物（特に硫黄分）が少ないという意味で、「1号灯油」通称「白灯油」の名称が与えられている。1号灯油に要求される品質は、発煙性成分が少なく燃焼性がよいこと、燃えカスが出ないこと、刺激臭等がないこと、適当な揮発性を有していることと規定されている。
- 2号灯油
精製度が低く淡黄色をしており、主に石油発動機用の燃料であった。その色から「茶灯油」とも呼ばれる。2005年時点では日本で生産・流通していない。多くの場合、1号灯油で代用して問題はない（逆は厳禁）。

| 品質規格項目 | 1号灯油                            | 2号灯油                        |
| ------------ | ---------------------------------- | ------------------------------ |
| 引火点       | 40 ℃以上                           | 40 ℃以上                       |
| 法定比重     | 0.80                               | 0.80                           |
| 硫黄分       | 0.008 質量%以下（80 ppm以下）      | 0.50 質量%以下（5000 ppm以下） |
| 色           | セーボルト色+25以上                | 規程なし                       |
| 95 %留出温度 | 270 ℃以下                          | 300 ℃以下                      |
| 煙点         | 23 mm以上（11月 - 4月は21 mm以上） | 規程なし                       |
| 銅板腐食     | 1以下（50 ℃で3時間測定法による）   | 規程なし                       |

1号灯油の硫黄分の上限値は80 ppmと、軽油の10 ppmよりも高いが、軽油の低硫黄化に伴い供給されている灯油は10 ppm以下となっている。

#### 品質確保法
日本産業規格（JIS）は任意標準であるが法規によって引用される場合には強制力を伴う。灯油については揮発油等の品質の確保等に関する法律（品質確保法）で強制規格と標準規格を定めており、その試験方法としてJIS試験方法規格を引用している。強制規格の項目は引火点（40 ℃以上）、硫黄分（0.008 質量%以下）、セーボルト色（＋25以上）である。

#### EN
ヨーロッパではCEN（欧州標準化委員会）がEN規格（European Norm）を定めており、石油関連はCEN/TC 19（Gaseous and liquid fuels, lubricants and related products of petroleum, synthetic and biological origin）において定められている。

### 保管上の注意点

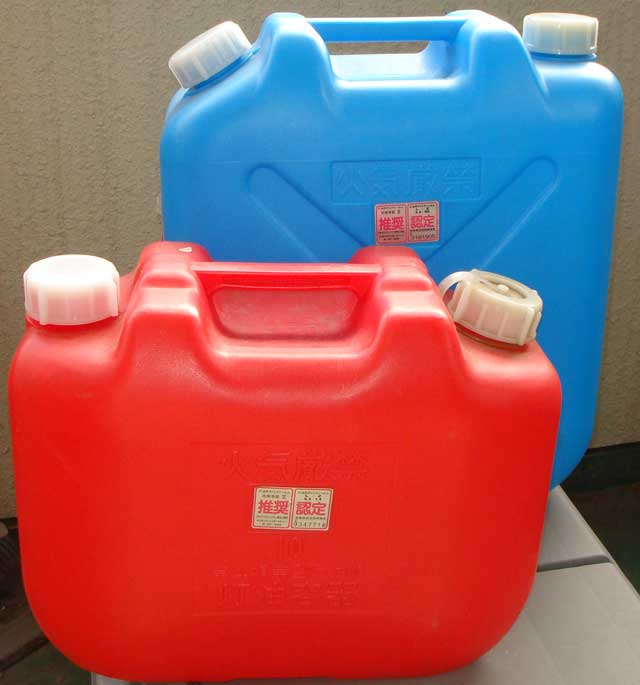
運搬、保管に用いられるポリタンク。奥の青いタンクが18リットルタンク。

強酸化剤と一緒に貯蔵したり、過失・故意に関わらず、水、ガソリン、軽油、重油などが混入することは避ける。換気に注意し、蒸気の発生に気を付ける。直射日光を避け、冷暗所に保存する。膨張による流出に注意する。
灯油を含め、石油製品は長期間の保管や不純物の混入などによって、品質に問題が生ずる。こうした不良あるいは不純な灯油を利用すると、さまざまな問題が生ずる。

#### 不良灯油
長時間放置あるいは寒暖差の激しい環境に置かれ、品質が劣化した灯油。具体的には、使い残した灯油を1シーズン太陽光（紫外線）の当たる環境や、密栓状態の保たれていない環境で放置したものが該当する。
不良灯油の確認は、透明のコップに入れ白い紙を後ろに当てて、色の変化を確認する。良質の灯油は無色透明なのに対し、不良灯油は黄色く変色している。また、劣化すると酸っぱい臭いや目にしみるような臭気を放つ。
なお、シーズンを越して保管する場合には、太陽光（紫外線）による酸化反応を防ぐため、日の当たらない風通しの良い所で灯油専用の着色容器に入れ、ふたをしっかり閉めて保管する。
こうした不良灯油を使用すると、黒煙・白煙や異臭が大量に出るほか、火力が安定せず、芯式石油ストーブの場合は、芯が黒化し、ダイヤル、レバーが操作出来なくなる。

#### 不純灯油
不純物が混入した灯油。特に水の混入が多く、ポリタンクのふたが閉まりきっていなかったり、ポリタンク内で霜が降りると、水分が混ざった不純灯油となる。水は灯油より重くタンク下部に溜まるため、水が入っていることに気付かずに使用したことで、機器を故障させてしまう。
こうした不純灯油を使用すると、火力が弱まり、着火されにくくなる。機器によっては給油警告も常に出るようになる。そのほか軽油やガソリンが混じった不純灯油も考えられ、これらをそのまま使用することで、目や喉の痛みを訴えたりと人体に影響が出るほか、火災の原因になる。

#### 盗難
灯油の価格が高くなると、住宅の屋外に設置してある灯油タンクから灯油を抜き出す盗難事件が発生している。寒冷地にある企業などが、盗難対策グッズを開発し販売している。
北海道函館方面せたな警察署等の警察機関でも、灯油盗難防止用品を紹介している。
また、不必要な状況下で灯油を持ち歩いたり、迂闊にポリタンクを屋外で保管していると放火犯罪捜査の対象になる場合もある。

### 使用上の注意点
品質の悪い灯油を燃焼させると、独特の臭いが発生する。
屋内で開放式石油ストーブ（石油ファンヒーターを含む）を使う場合、換気を怠ると、一酸化炭素中毒を起こす。一酸化炭素は無色無臭で発生しても気づかないため、濃度が一定量に達すると死亡してしまう。30分 – 1時間に1回程度の換気を心がけると良い。不完全燃焼を引き起こした場合は、使用中止して充分換気を行い、汚染されてない空気を吸うべきである。
屋外に石油給湯器を設置する場合、煙突を延長させる排気対策を十分とらないと、近隣住宅に流れ込みトラブルになりかねない。独特な臭いがする排気が室内に侵入するため、近隣住民宅のトイレや風呂場等の換気が不自由になり、多大な負担をかけるからである。特に音が響きやすい冬場の深夜に稼働させる場合、近隣住宅との間隔（1 – 3 m程度）が狭い住宅街に設置する場合、床暖房に併用させる場合では、特に設置者は要注意しなければならない。メーカーでは、設置方法や設置場所について、隣家に配慮することを推奨している。
参考：石油ストーブ・石油ファンヒーターによる事故事例集

### 燃料添加物
寒冷地では気温が氷点下を割ると、ディーゼルエンジンが中々始動しない。そこで燃料の軽油に灯油を添加することで、始動性を高める効果が期待できる。ただし、灯油には噴射ポンプや噴射ノズルを保護するための潤滑剤は含まれていない。また、税法の違いにより、軽油取引税分の差額を後で納める必要がある。
日本では1970年、灯油に加えることでストーブの臭いを消し、燃焼効率をアップさせる効能を謳う添加剤が、2つの会社からそれぞれ「ブルーバーニー」「ストーブン」の商品名で発売されたことがあった。3年間で100万本が売れるヒット商品となったが、1973年（昭和48年）に通商産業省が行った商品テストで効果がないことが明らかになり、市場から回収されることとなった。

## 各地域での利用と法規制

### ヨーロッパ
欧州全体の灯油需要は1996年には12万B/Dであった。
スウェーデンでは窒素酸化物や粒子状物質の排出源としてディーゼル自動車が問題視され、1991年に新しい自動車用軽油の品質規格を定めてCity軽油を導入した。しかし、City軽油は灯油留分を多く含むため、燃費が低く、灯油やジェット燃料油が不足する問題も生じている。

### 日本

#### 生産
2019年時点で、日本の灯油は需要量の9割を日本の製油所で生産し、1割を大韓民国からの輸入で賄っている。

#### 販売

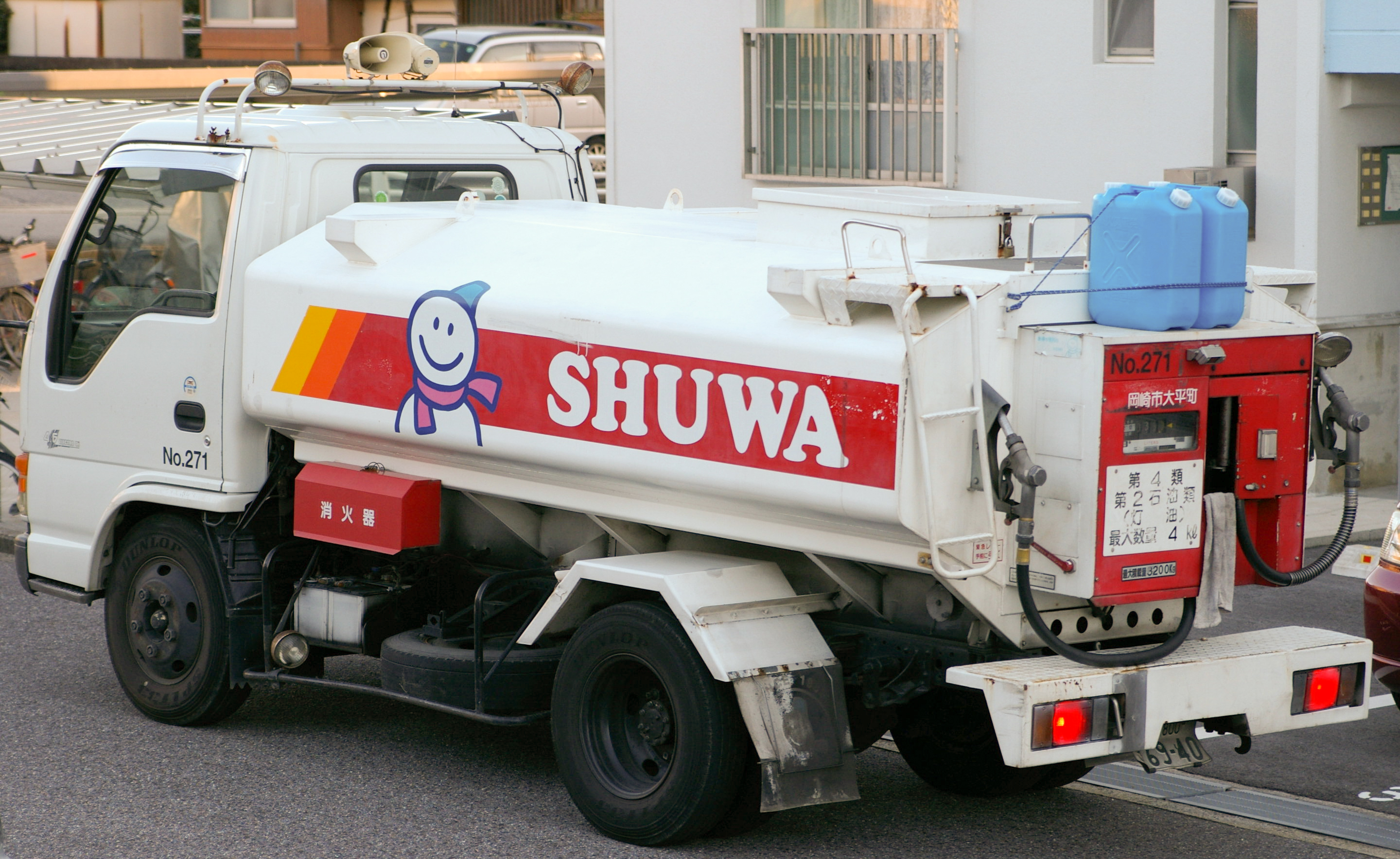
日本における灯油販売車

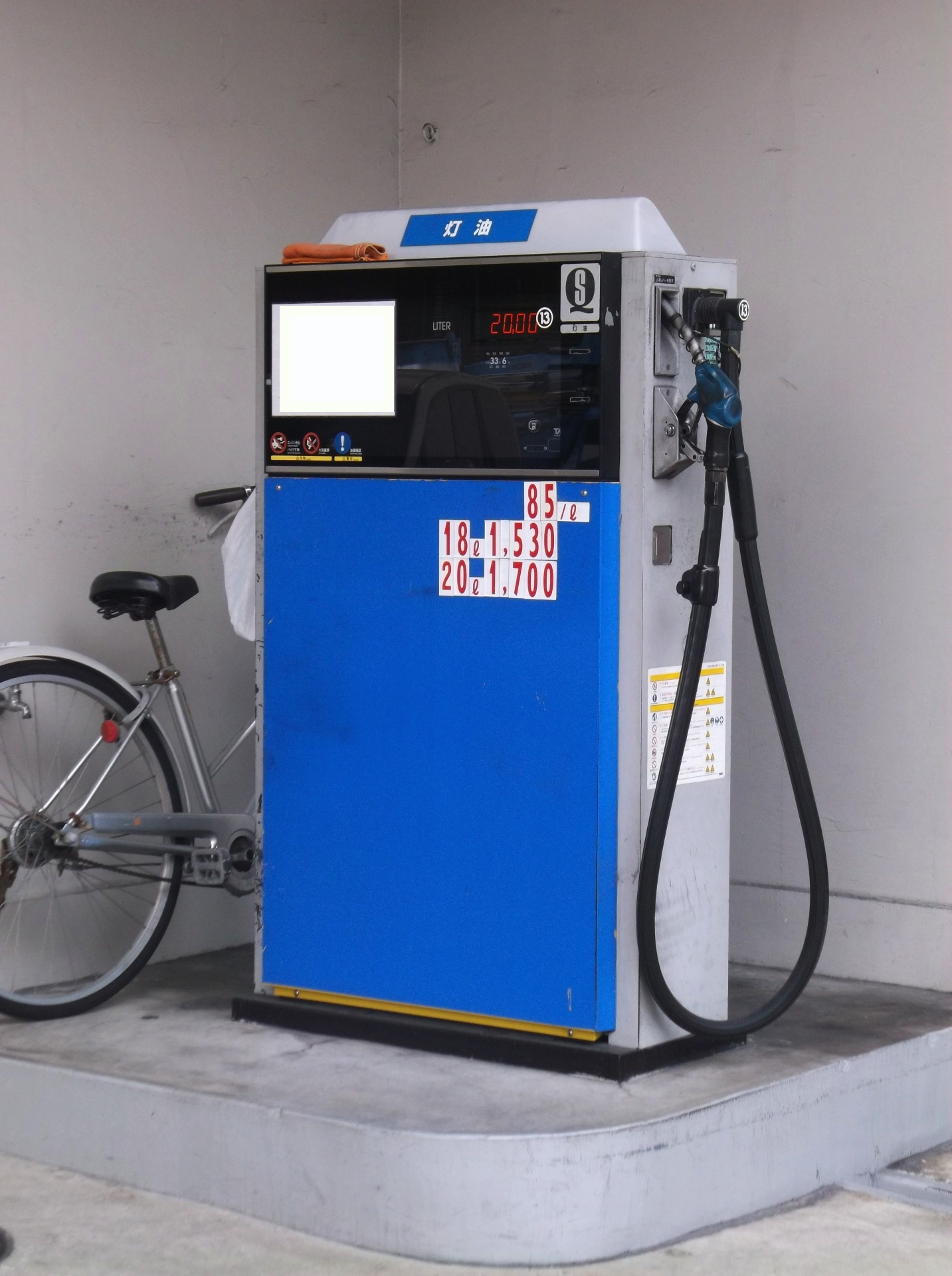
ガソリンスタンドにおける灯油専用の給油機

灯油はガソリンスタンド（一部店舗と高速道路内のサービスエリア・パーキングエリアを除く）のほか、ホームセンター・ディスカウントストア・スーパーセンターなどの量販店、米穀店、生協、移動販売など広い販路で販売され、家庭への配達が行われる。近年（2004年の段階）では低価格のセルフ式ガソリンスタンドや、ホームセンターにおける持ち帰り購入が増えている。
持ち帰り容器としては、1970年代までは金属製の一斗缶が広く用いられていたが、その後は軽量で気密性の高いポリエチレン製のポリタンクが広く使われている。紫外線による灯油の劣化を防ぐためポリタンクには着色が規定されているが色に指定は無く、関東では赤、関西では青が多い。
特に冬の寒さが厳しい北海道では、一世帯あたり平均で年間900リットル程度、東北地方でも同600リットル程度の灯油を消費することから、100から1,000リットルのホームタンクに灯油を備蓄し、家屋内の石油ストーブやボイラーへ自動的に給油するシステムを持つことが一般的である。その他の地方でも、灯油を燃料にする給湯設備が一定程度普及しており、これらも、90リットルから200リットルのタンクを有している。灯油が少なくなると、2トントラックに小型タンクを設置したタンクローリーを呼んでホームタンクに給油するか、ガソリンスタンドやホームセンターで購入する。
灯油の価格表示は、1リットル当たりの表示と18リットル当たりの表示が混在する。これは灯油を一斗缶で販売していた頃の名残であり、約1斗に相当する18リットル単位での販売が一般化したためである。この為長年、販売される灯油用ポリタンクの標準的なサイズは18リットルだったが、近年はよりキリの良い数字である20リットルが標準になりつつある。
暖房・家庭用ボイラーの灯油は毎年価格の変動が伴い、特に低所得世帯、ひとり親家庭、生活保護世帯にとっての負担が大きい。そのため日本国内の多くの市町村では、「福祉灯油」と言われる灯油購入費の一部に対する支援・助成制度が設けられている。

#### 消防法
消防法では、危険物第四類（引火性液体）第2石油類に分類されている。
消防法により、灯油は燃油用タンク以外での保管は禁止されている。しかし、実際には依然として無着色ポリタンク（白タンク）での灯油の保管が続いている。販売者側にも徹底されておらず、白タンク給油は恒常化している。特に、消防法改定前から灯油を定期的に購入していた高齢者に多い。
消防法上の危険物として、灯油の指定数量は1,000リットルだが、多くの市町村で火災予防条例により少量危険物の保管について、より小さい数量以上を保管する場合、市町村に届け出なければならないよう定められている。灯油の場合、ほとんどが指定数量の5分の1、つまり200リットルが上限である。しかしこれに違反していると知らずに、大量の灯油を無届・無資格で備蓄している消費者も散見される。大量のポリタンクを住居敷地内に備蓄したり、ドラム缶を用いたりするケースが多い。ホームタンクの場合、設置施工の際に施工業者が、その旨確認することが多いので、違法であることはまずない。

#### 揮発油税法
揮発油税法の揮発油の定義には入っているが、同法第16条及び第16条の2には「灯油に該当するものは、これを免除する」と記載されている。したがって揮発油税や軽油引取税は徴収されず、実際に消費者が購入する際には、消費税法による消費税のみが賦課される。
ガソリンスタンドにおいて（セルフ式スタンドで）本来軽油を給油すべきディーゼル自動車に価格の安い灯油を給油する行為があるが、これはディーゼルエンジンはもちろん環境にも悪影響を及ぼしかねないばかりか、軽油引取税上の脱税行為となる。また1960年代には、いわゆるオートガスに対する課税強化に対抗する目的で、ガソリンエンジンを灯油でも動作可能にするキットの開発が一時盛んとなり、俗に「TT式」と呼ばれたタイプが実際に販売されたほか、大阪トヨペット（現・大阪トヨタ自動車）や愛三工業も同種のキットを研究していたが、これらも当局からの指導で数年で市場から姿を消した。このため灯油には、ブラックライトにより蛍光を呈すクマリンを、識別剤として添加することが義務付けられている。